# 言葉にできない〜小田和正ベストカバーズ〜
『言葉にできない〜小田和正ベストカバーズ〜』（ことばにできない おだかずまさベストカバーズ）は、小田和正のトリビュート・アルバム。2011年12月21日にLittle Tokyo/アリオラジャパンから発売された。

## 概要
- 小田和正の楽曲を多くのミュージシャンがカヴァーした楽曲を収録したアルバム。

## 収録曲
- 全曲作詞・作曲・編曲:小田和正

1. キラキラ/KimaguRake
  - 新録。
  - キマグレンとRakeのコラボレーションユニット。
2. 言葉にできない/JUJU
  - 15枚目のシングル「この夜を止めてよ」のカップリングに収録。
3. 秋の気配/槇原敬之
  - カバー・アルバム『Listen To The Music』に収録。
4. たしかなこと/大橋卓弥
  - 2枚目のシングル「ありがとう」のカップリングに収録。
5. Yes-No/CHARA
  - 29枚目のシングル「FANTASY」のカップリングに収録。
6. ラブ・ストーリーは突然に/河口恭吾
  - カバー・アルバム「君を好きだったあの頃」に収録。
7. 僕等の時代/RAG FAIR
  - 9枚目のシングル「HANA」のカップリングに収録。
8. 水曜日の午後/スターダストレビュー
  - アカペラ・アルバム『ALWAYS』に収録。
9. 眠れぬ夜/山本潤子
  - アルバム「Slow Down」に収録。
10. ワインの匂い/松本英子
  - アルバム「君の音」に収録。
11. 夏の終わり/矢野顕子
  - アルバム『峠のわが家』に収録。
12. 私の願い/鈴木雅之
  - 8枚目のシングル「私の願い」に収録。
13. 生まれ来る子供たちのために/佐藤竹善
  - 5枚目のシングル「生まれ来る子供たちのために」に収録。
  - 曲中の語りは松たか子が担当。
14. 君住む街へ/中村あゆみ
  - カバー・アルバム「VOICE II」に収録。
15. my home town/MONKEY MAJIK
  - 新録。後に「Somewhere Out There」に収録。